# Фјумичино-Сан Мауро (Форли-Чезена)
Фјумичино-Сан Мауро (итал. Fiumicino-San Mauro) је насеље у Италији у округу Форли-Чезена, региону Емилија-Ромања.
Према процени из 2011. у насељу је живело 45 становника. Насеље се налази на надморској висини од 15 м.